# 第44回ニューヨーク映画批評家協会賞
『第44回ニューヨーク映画批評家協会賞』は、1978年の優秀な映画に贈られた賞である。1978年12月20日に発表され、1979年1月28日に贈られた。

## 受賞
- 作品賞：
  - ディア・ハンター

- 主演男優賞：
  - ジョン・ヴォイト - 帰郷

- 主演女優賞：
  - イングリッド・バーグマン - 秋のソナタ

- 助演男優賞
  - クリストファー・ウォーケン - ディア・ハンター

- 助演女優賞
  - モーリン・ステイプルトン - インテリア

- 監督賞：
  - テレンス・マリック - 天国の日々

- 脚本賞：
  - ポール・マザースキー - 結婚しない女

- 外国語映画賞：
  - Bread and Chocolate